# Эолозавр
Эолозавр (лат. Aeolosaurus) — род растительноядных завроподовых динозавров из клады Aeolosaurini, живших во времена позднемеловой эпохи (83,6—66,0 млн лет назад) на территории современной Аргентины.

## Классификация
Согласно данным сайта Paleobiology Database, на апрель 2021 года в род включают 2 вымерших вида:
- Aeolosaurus colhuehuapensis Casal et al., 2007
- Aeolosaurus rionegrinus Powell, 1987typus — первый обнаруженный вид[4]

Ранее в состав рода также включали вид "Aeolosaurus" maximus, описанный из отложений формации Адамантина на территории современной Бразилии. В 2021 году Сильва и коллеги пересмотрели диагноз этого вида и выделили его в собственный род Arrudatitan.

Aeolosaurus sp. (светло-зелёный, слева) и другие динозавры формации Аллен